# Estafeta Carga Aérea

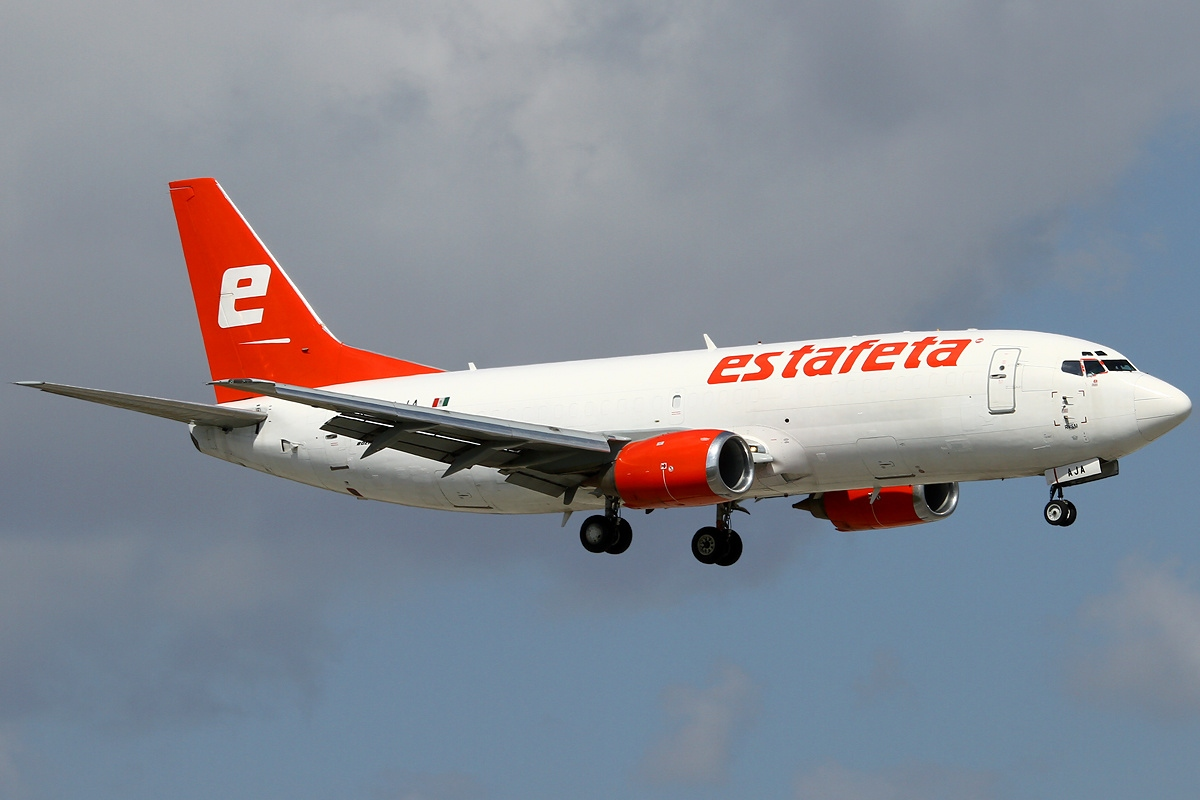
Boeing 737-3Y0(F) (XA-AJA) d'Estafeta Carga Aérea atterrissant à l'aéroport international de Miami.

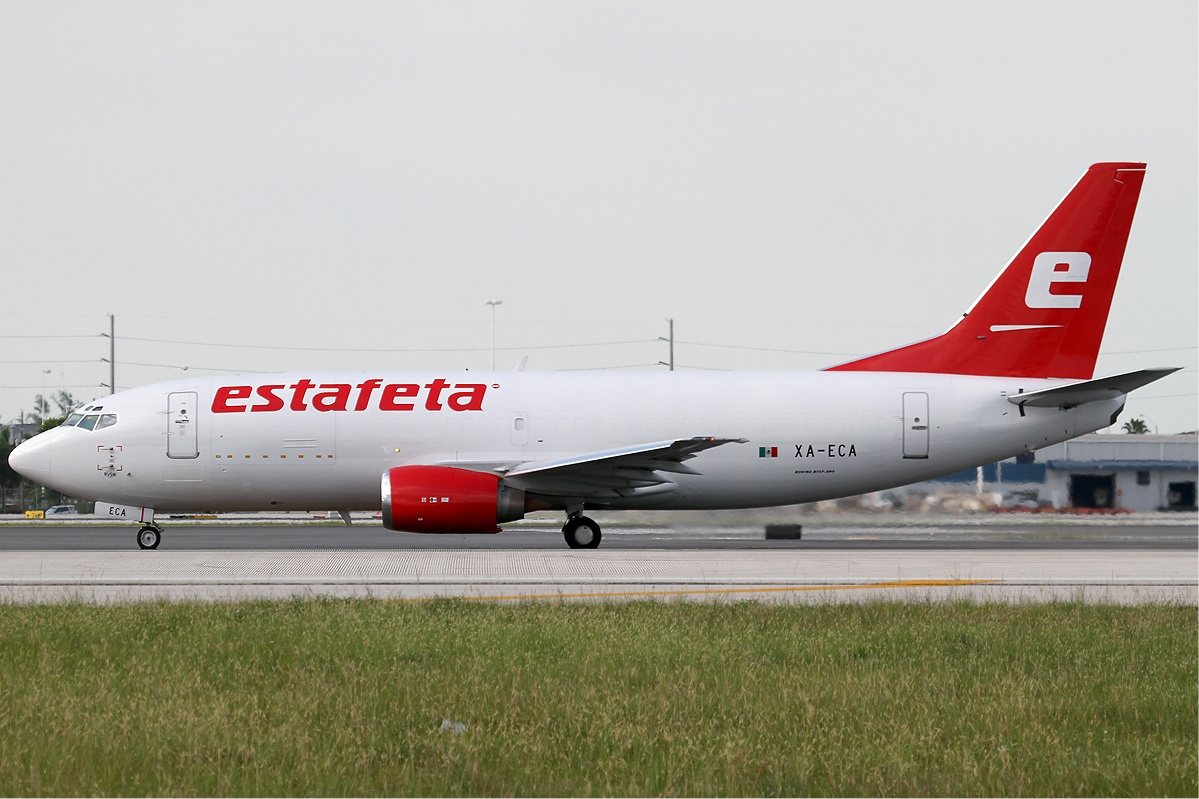
Boeing 737-3M8(SF) (XA-ECA) d'Estafeta Carga Aérea à l'aéroport international de Miami.

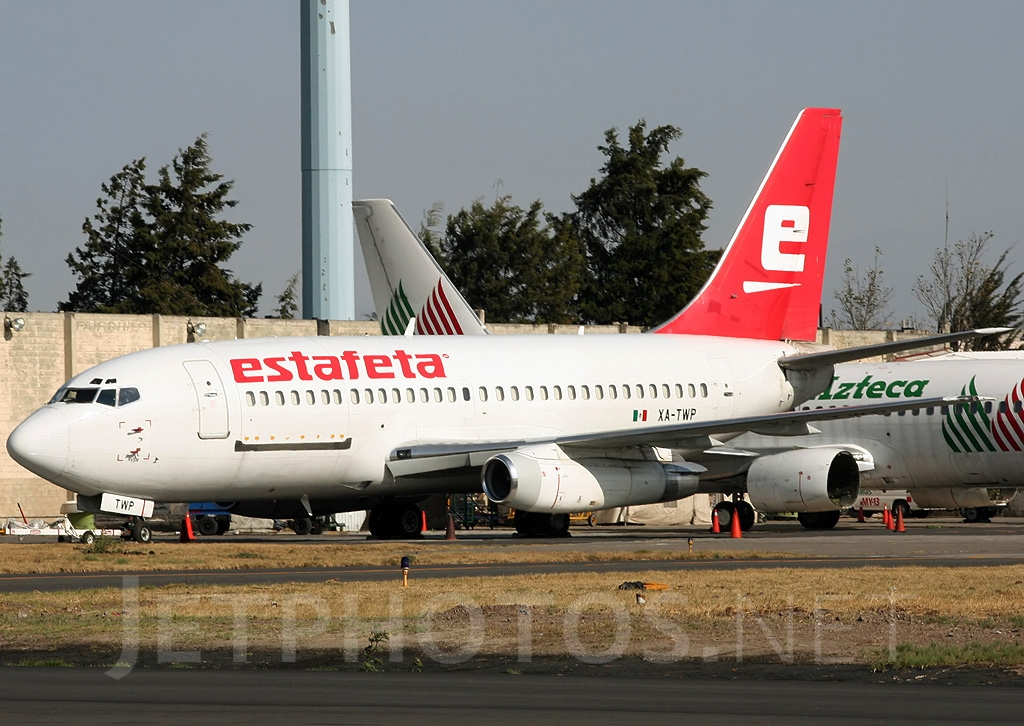
Boeing 737-229C Adv. (XA-TWP) d'Estafeta Carga Aérea dans l'aéroport international de Mexico.

Estafeta Carga Aérea est une compagnie aérienne cargo basée à Mexico, au Mexique. Elle opère des charters de cargo domestique au Mexique et aux États-Unis et compte plus de 25 accords interlignes pour desservir le reste de l'Amérique, l'Asie et l'Europe. Sa principale base est à l'aéroport international de San Luis Potosí, dans la ville de San Luis Potosí.

## Histoire
La compagnie aérienne a été fondée le 9 février 2000 et il a commencé ses opérations le 2 novembre de la même année. Elle se consacrait initialement à des livraisons nationales, mais en janvier 2002 elle commence les livraisons internationales. La compagnie est entièrement gérée par le groupe Grupo Estafeta et compte 174 employés (mars 2007).

## Destinations
La compagnie aérienne dessert 12 villes mexicaines et 1 aux États-Unis :
|  | Centre de connexions  |
|  | Prochaine destination |
|  | De saison             |

## Flotte
Jusqu'à mars 2019, la moyenne d'âge de la flotte était de 24,7 ans, avec les avions suivants :

## Galerie de photos

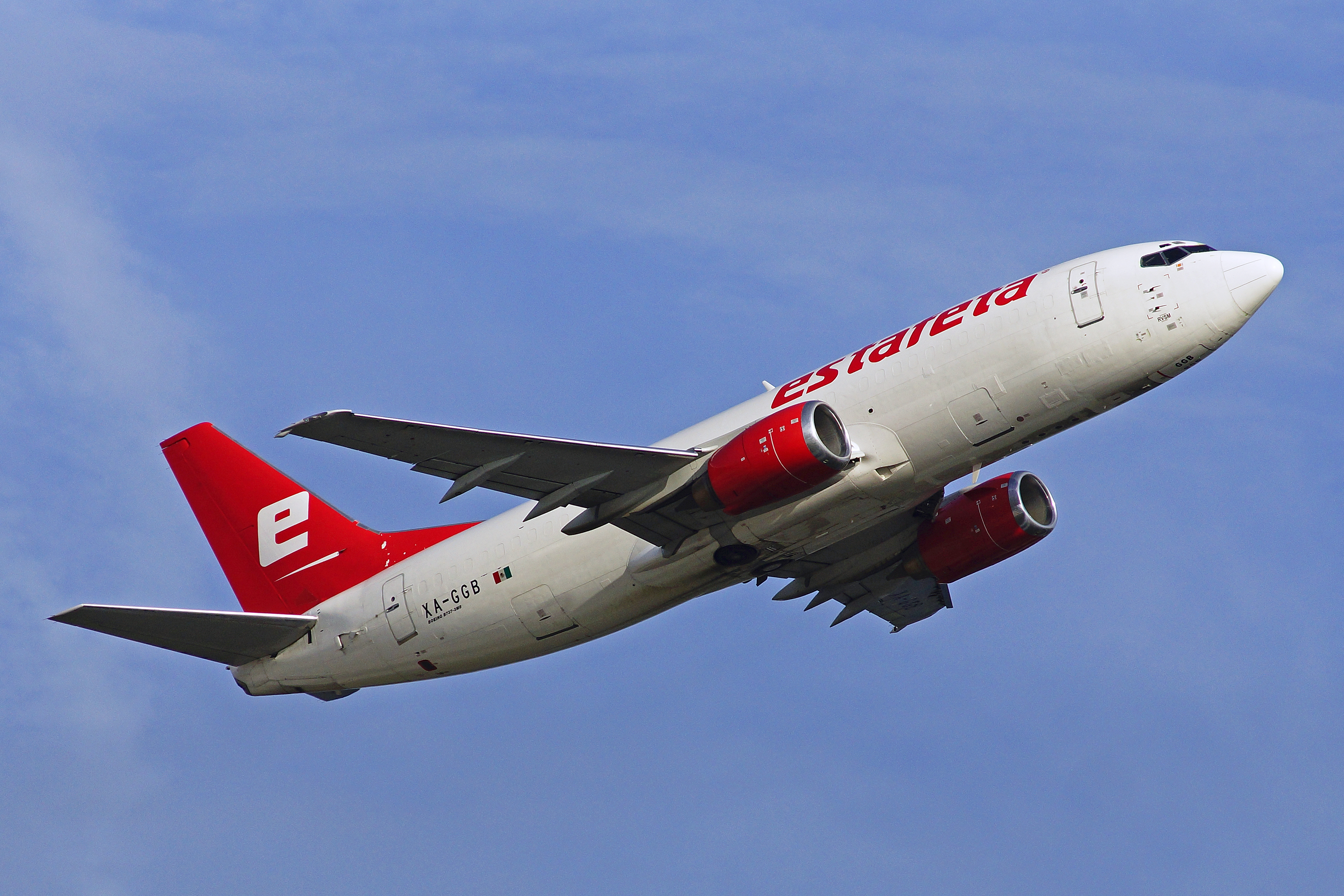
Boeing 737-3M8-F d'Estafeta Carga Aérea décollant de l'aéroport international de Miami.
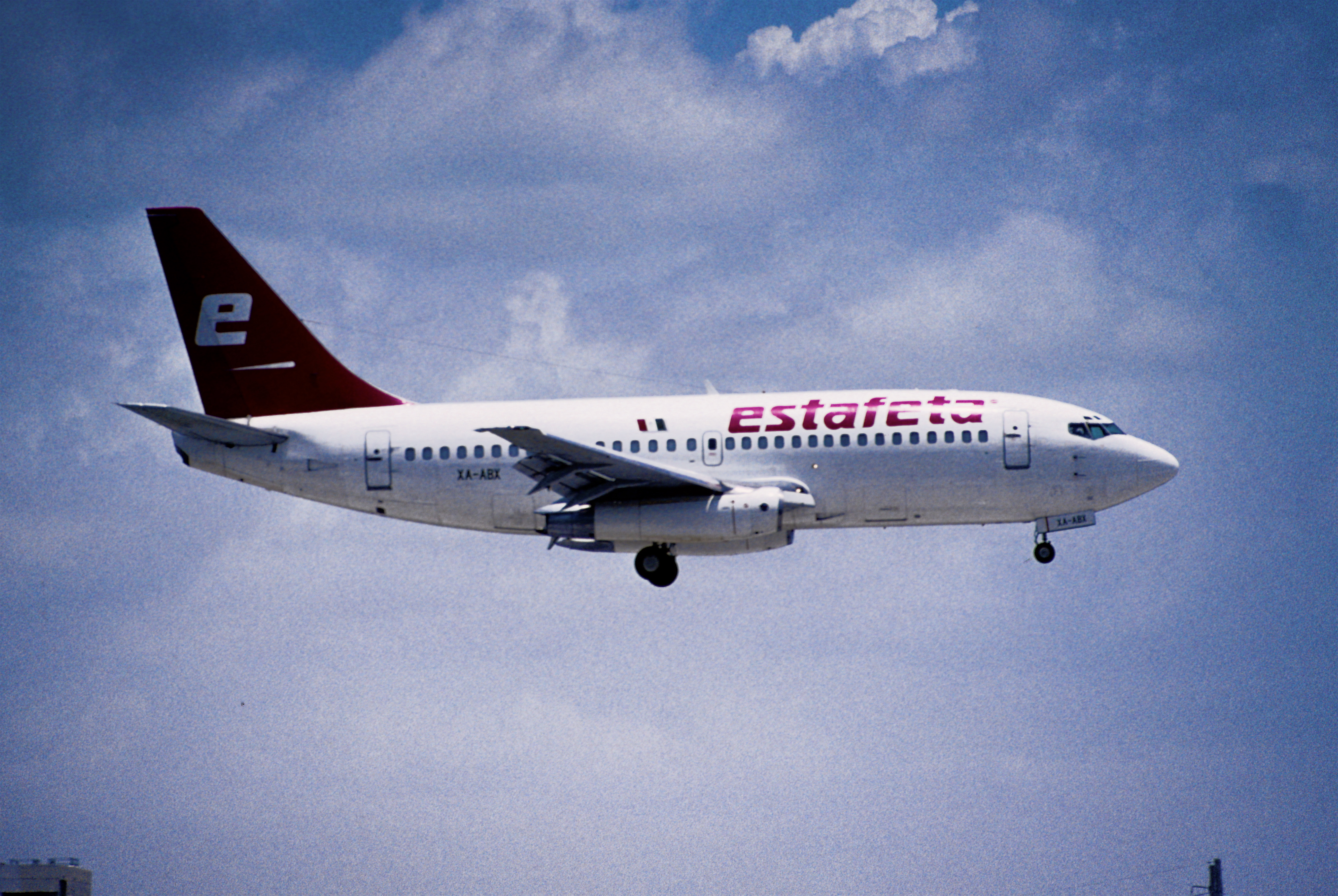
Boeing 737-210-C Adv. d'Estafeta Carga Aérea atterrissant à l'aéroport international de Miami.
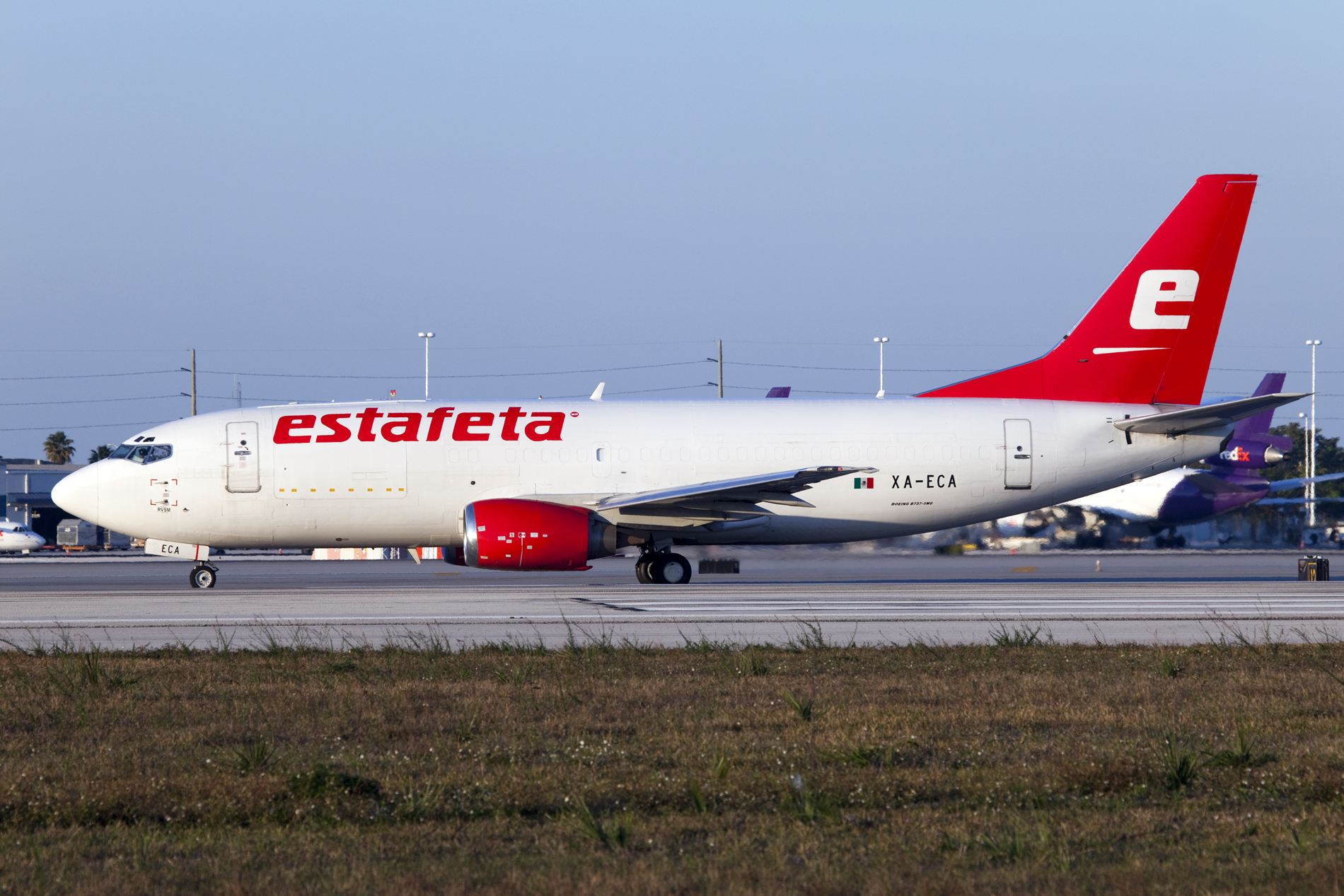
Boeing 737-3M8(SF) (XA-ECA) d'Estafeta Carga Aérea à l'aéroport international de Miami.
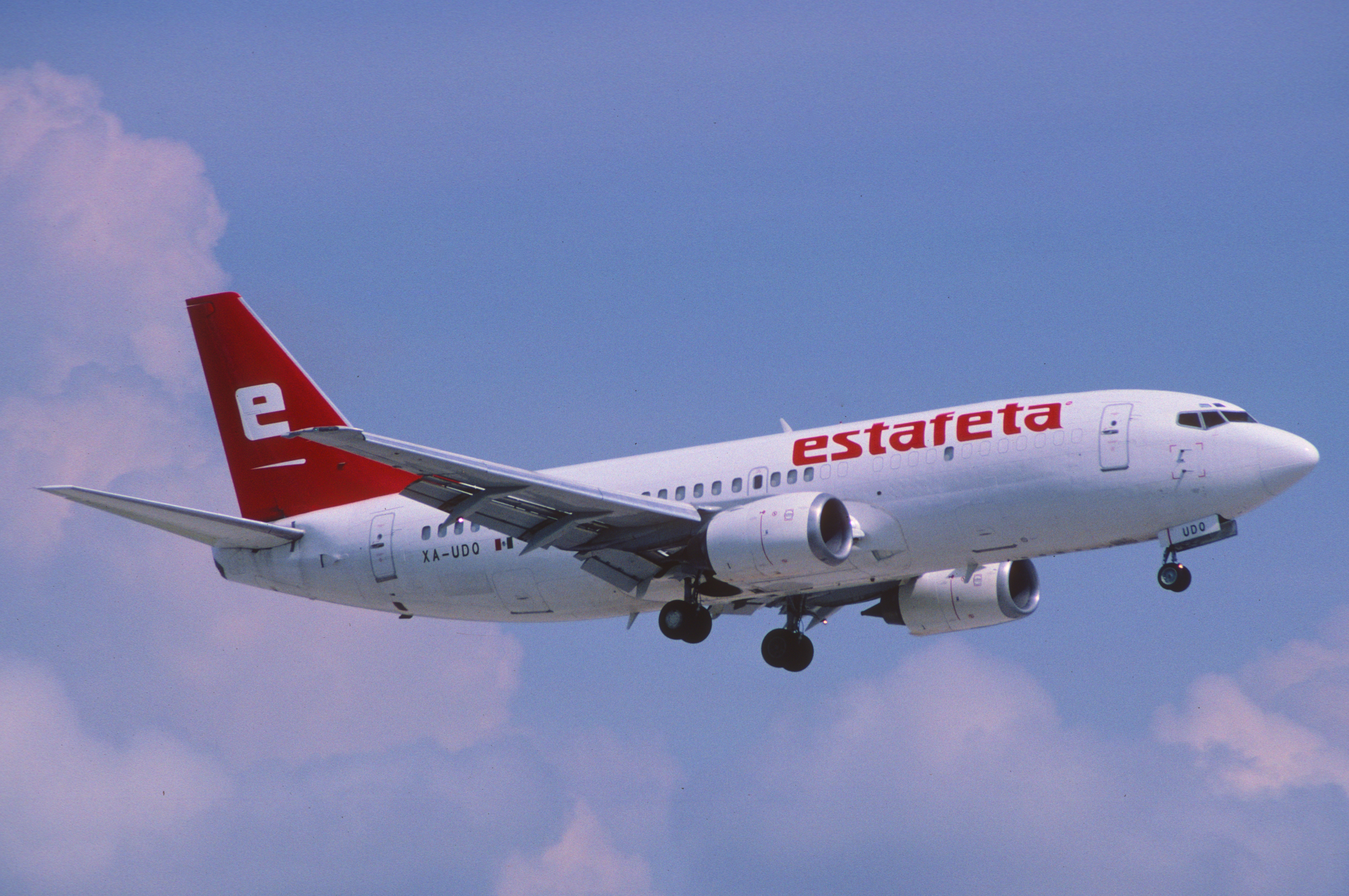
Boeing 737-3Y0(SF) (XA-UDQ) d'Estafeta Carga Aérea atterrissant à l'aéroport international de Miami .